# Queda de quatro
 (décembre 2022).
Si vous disposez d'ouvrages ou d'articles de référence ou si vous connaissez des sites web de qualité traitant du thème abordé ici, merci de compléter l'article en donnant les références utiles à sa vérifiabilité et en les liant à la section « Notes et références ».

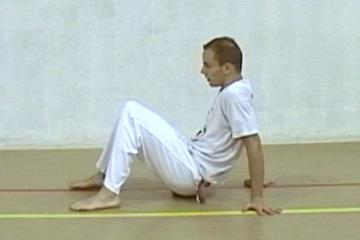
Queda de quatro.

La queda de quatro (litt. "chute de quatre" en portugais) est une position de capoeira qui consiste à se tenir de dos au sol sur quatre appuis : les deux mains et les deux jambes (les fesses ne peuvent pas toucher le sol). C'est une position adoptée en cas de chute et/ou pour un déplacement bref au sol.
Les genoux doivent être tournés vers l'intérieur (pour protéger les parties génitales) et les pieds posés à largeur d'épaules.